# João Jorge IV, Eleitor da Saxónia
João Jorge IV (Dresden, 18 de Outubro de 1668 – Dresden, 27 de Abril de 1694) foi o Eleitor da Saxónia entre 1691 e 1694.
Pertencia à Linha Albertina da Casa de Wettin e era o filho mais velho de João Jorge III, Eleitor da Saxónia e da princesa Ana Sofia da Dinamarca.

## Primeiros anos como eleitor
João Jorge sucedeu ao seu pai quando este morreu a 12 de Setembro de 1691.
No início do seu reinado, o seu principal conselheiro era Hans Adam von Schöning, que aconselhou uma união entre a Saxónia e Brandemburgo e a uma atitude mais independente do sacro-imperador. Seguindo o seu conselho, foram apresentadas várias propostas ao sacro-imperador Leopoldo I, mas ele não concordou com nenhuma. Consequentemente, os exércitos da Saxónia retiraram-se do exército imperial, uma atitude que levou o sacro-imperador ofendido a capturar e prender Schöning em Julho de 1692. Apresar de João Jorge não ter conseguido a libertação do seu ministro, Leopoldo conseguiu acalmar os ânimos do eleitor e, em inícios de 1693, as tropas da Saxónia voltaram a juntar-se ao exército imperial.

## Casamento e o Caso Neidschutz

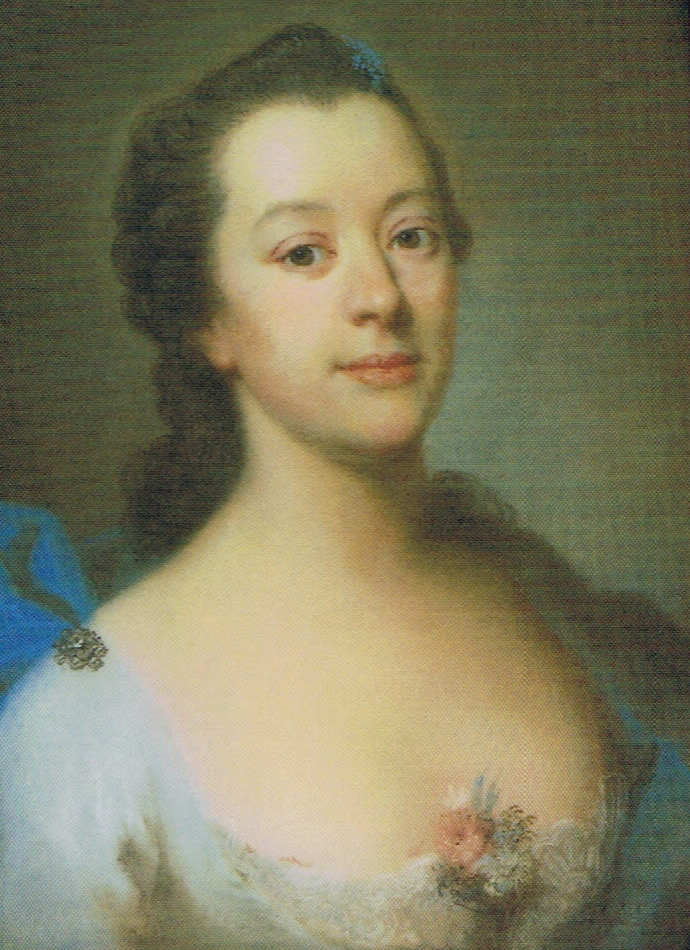
Madalena Sibila de Neitschütz

Em Leipzig, a 17 de Abril de 1692, João Jorge casou-se com a princesa Leonor Edmunda de Saxe-Eisenach, marquesa-viúva de Brandemburgo-Ansbach. O casamento realizou-se por pressão da eleitora-viúva, Ana Sofia, que queria, supostamente, que o filho desse herdeiros legítimos ao eleitorado. No entanto o verdadeiro motivo pelo qual o casamento se realizou foi para tentar acabar com a relação entre João Jorge e Madalena Sibila de Neidschutz.
João Jorge III, o falecido eleitor, tinha tentado separar os dois amantes, talvez por saber que os dois tinham uma relação de parentesco muito próxima — acredita-se que Madalena Sibila tivesse nascido da relação do eleitor com Ursula Margarida de Haugwitz, o que a tornaria meia-irmã de João Jorge IV. O pai de João Jorge IV tinha ordenado que Ursula se casasse com o coronel Rodolfo de Neidschutz, que assumiu oficialmente a paternidade de Madalena Sibila.
É possível que João Jorge nunca tenha sabido da relação de sangue que tinha com Madalena Sibila ou então que achasse que tudo não passava de um rumor, espalhado por quem lhes deseja mal. Logo depois de subir ao trono, João Jorge passou a viver abertamente com ela e tornou-a a primeira Amante Oficial (Favoritin) de um eleitor na Saxónia.
A sua esposa, a eleitora Leonor Edmunda, humilhada todos os dias desde o seu casamento, foi enviada para o Hofe (a residência oficial do eleitor), enquanto que João Jorge se mudou para outro palácio com Madalena Sibila.
Desesperado para se casar com a sua amante, João Jorge tentou assassinar a sua esposa, mas o seu irmão mais novo, Frederico Augusto, impediu-o. Quando João Jorge tentou apunhalar Leonor com uma espada, Frederico, que estava desarmado, afastou o golpe da cunhada com a mão, o que o deixou incapacitado para o resto da vida.

## Últimos dias
Depois de o eleitor pagar um suborno considerável, Madalena Sibila recebeu o título de condessa de Rochlitz (Grafïn von Rochlitz) por decreto imperial publicado a 20 de Fevereiro de 1693, pouco depois de ela dar à luz a única filha do casal, Guilhermina Maria.
No entanto, a felicidade do casal acabou pouco depois. Madalena contraiu varíola e morreu a 4 de Abril de 1694, nos braços do eleitor que também contraiu a doença.
João Jorge morreu vinte-e-três dias depois, a 27 de Abril, e foi sepultado na Catedral de Freiberg.
Uma vez que morreu sem deixar herdeiros legítimos —a eleitora sofreu dois abortos durante o casamento, um em Agosto de 1692 e outro em Fevereiro de 1693—João Jorge foi sucedido pelo seu irmão Frederico Augusto I (que era também rei da Polónia como Augusto II da Polónia). O novo eleitor assumiu a guarda de Guilhermina Maria, que foi criada na corte. Reconheceu a menina como sua sobrinha e deu-lhe um dote quando ela se casou com um conde polaco.

## Literatura
- Böttcher, Hans-Joachim: Johann Georg IV. von Sachsen und Magdalena Sibylla von Neitschütz - Eine tödliche Liaison, Dresdner Buchverlag 2014, ISBN 978-3-941757-43-1.

## Genealogia
| João Jorge IV, Eleitor da Saxónia | Pai: João Jorge III, Eleitor da Saxônia | Avô paterno: João Jorge II da Saxônia                 | Bisavô paterno: João Jorge I, Eleitor da Saxônia                    |
| João Jorge IV, Eleitor da Saxónia | Pai: João Jorge III, Eleitor da Saxônia | Avô paterno: João Jorge II da Saxônia                 | Bisavó paterna: Madalena Sibila da Prússia                          |
| João Jorge IV, Eleitor da Saxónia | Pai: João Jorge III, Eleitor da Saxônia | Avó paterna: Madalena Sibila de Brandemburgo-Bayreuth | Bisavô paterno: Cristiano, Marquês de Brandemburgo-Bayreuth         |
| João Jorge IV, Eleitor da Saxónia | Pai: João Jorge III, Eleitor da Saxônia | Avó paterna: Madalena Sibila de Brandemburgo-Bayreuth | Bisavó paterna: Maria da Prússia, Marquesa de Brandemburgo-Bayreuth |
| João Jorge IV, Eleitor da Saxónia | Mãe: Ana Sofia da Dinamarca             | Avô materno: Frederico III da Dinamarca               | Bisavô materno: Cristiano IV da Dinamarca                           |
| João Jorge IV, Eleitor da Saxónia | Mãe: Ana Sofia da Dinamarca             | Avô materno: Frederico III da Dinamarca               | Bisavó materna: Ana Catarina de Brandemburgo                        |
| João Jorge IV, Eleitor da Saxónia | Mãe: Ana Sofia da Dinamarca             | Avó materna: Sofia Amália de Brunsvique-Luneburgo     | Bisavô materno: Jorge, Duque de Brunsvique-Luneburgo                |
| João Jorge IV, Eleitor da Saxónia | Mãe: Ana Sofia da Dinamarca             | Avó materna: Sofia Amália de Brunsvique-Luneburgo     | Bisavó materna: Ana Leonor de Hesse-Darmstadt                       |